# Ilhas Desertas
Die Ilhas Desertas (portugiesisch für verlassene Inseln) sind eine (politisch) zu Portugal gehörende Inselgruppe im Nordatlantik, bestehend aus den drei Inseln Ilhéu Chão, Deserta Grande und Bugio, dem Felsen Prego do mar und einigen unbenannten kleinen Felsen. Die kleinen Inseln gehören zum Madeira-Archipel und zur Gemeinde Santa Cruz im gleichnamigen Landkreis. Die Inseln sind von der Südostküste Madeiras gut zu sehen. Die Inselgruppe umfasst eine Gesamtfläche von 14,21 km² und erreicht eine maximale Höhe von 442 m. Aufgrund von Frischwassermangel, Trockenheit und Abgeschiedenheit sind die Inseln unbewohnt. Allerdings gibt es eine Forschungsstation.

## Inseln
| Karte der Ilhas Desertas von 1851 | Insel von Nord nach Süd  | Fläche [km²] | Höhe [m] |
| Karte der Ilhas Desertas von 1851 | Prego do mar (Felsnadel) | 0,0003       | 49       |
| Karte der Ilhas Desertas von 1851 | Ilhéu Chão               | 1            | 98       |
| Karte der Ilhas Desertas von 1851 | Deserta Grande           | 10           | 442      |
| Karte der Ilhas Desertas von 1851 | Bugio                    | 3            | 348      |
| Karte der Ilhas Desertas von 1851 | Desertas                 | 14,21        | 442      |

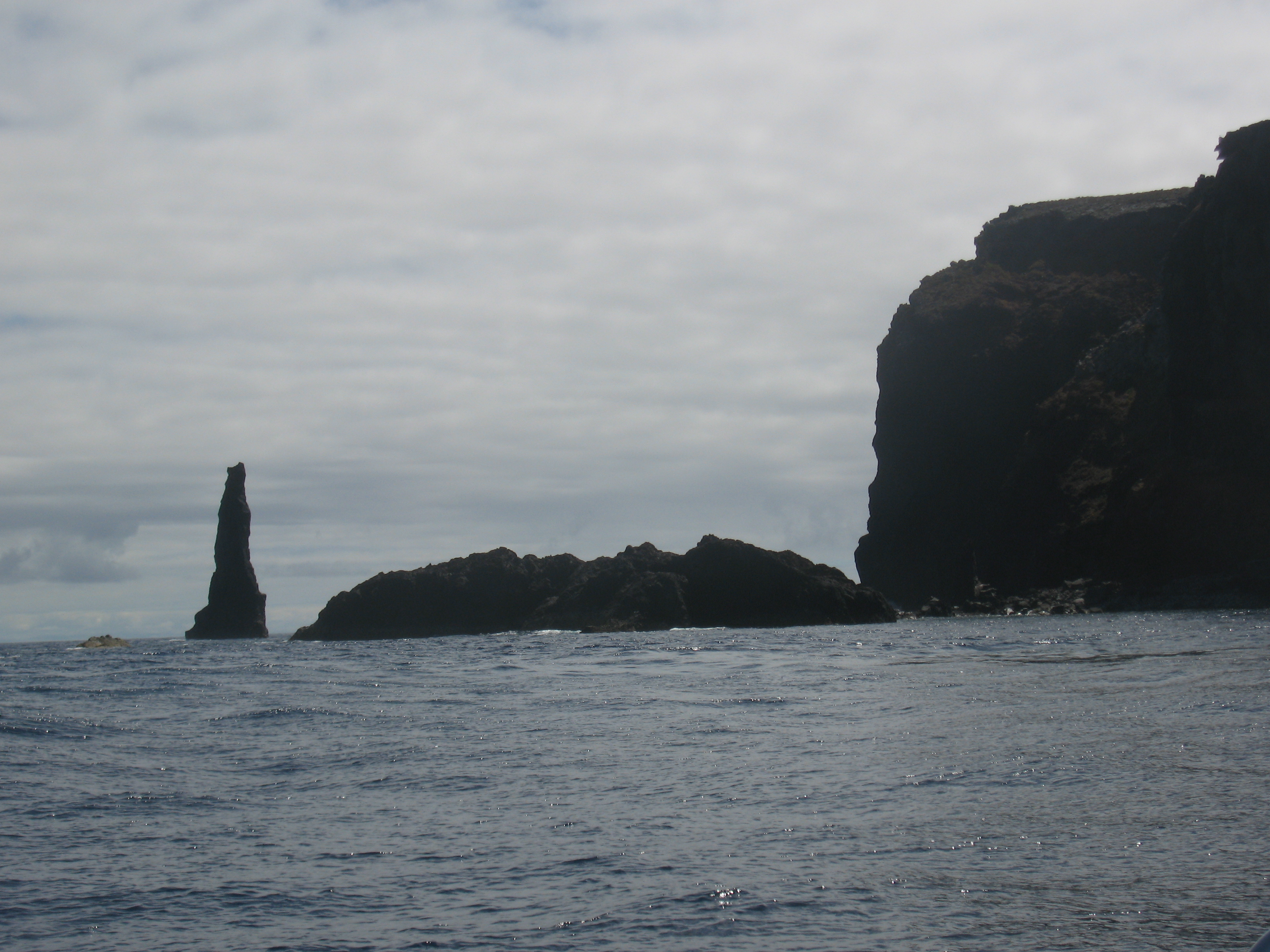
Ilhéu Chão mit Prego do mar (links)

Die größte Insel ist Deserta Grande. Südlich von ihr liegt Bugio, die zweitgrößte Insel. Nördlich befindet sich Ilhéu Chão mit der ihr vorgelagerten Felsnadel Prego do mar.

## Forschungsstation

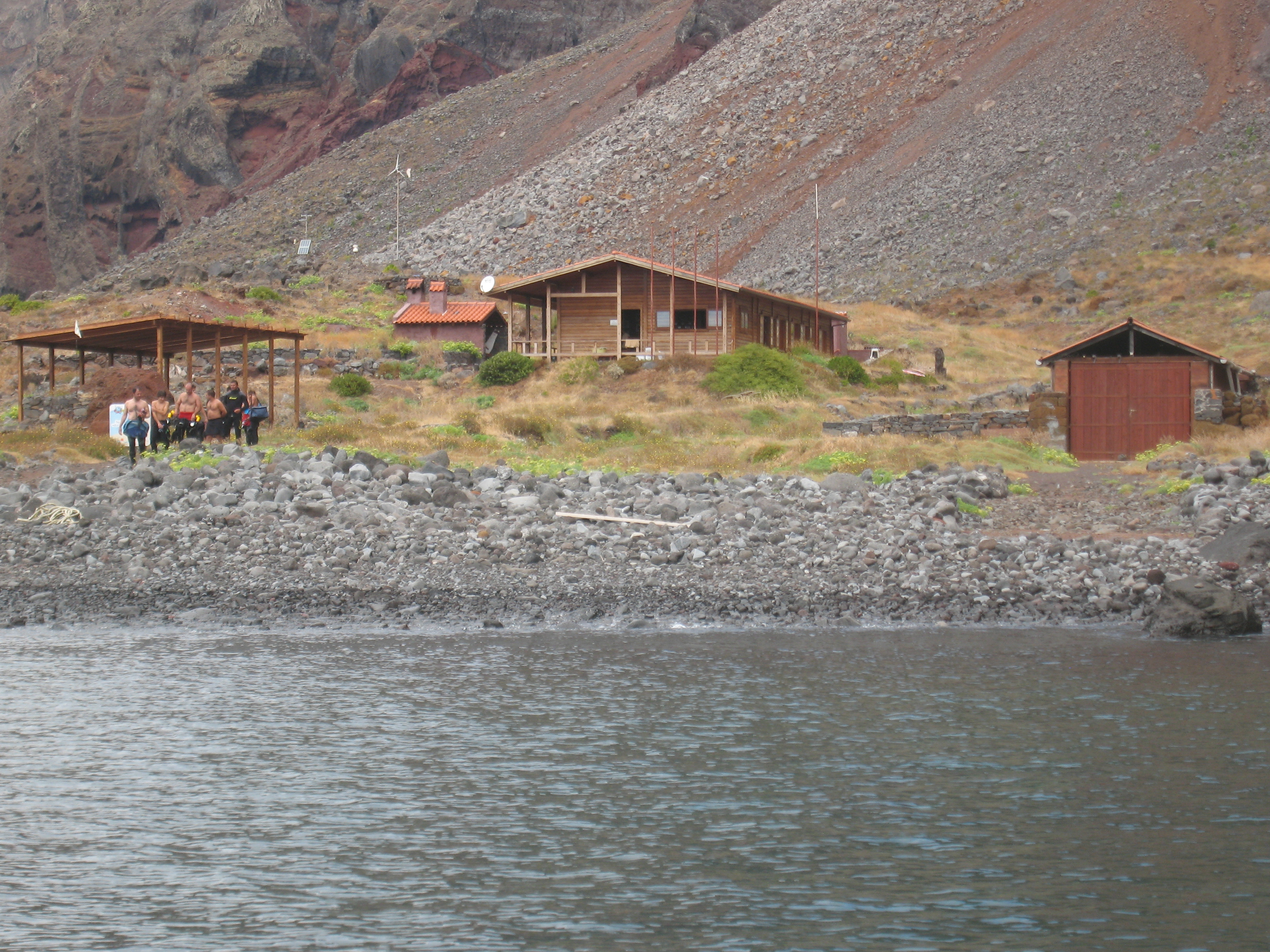
Forschungsstation auf Deserta Grande

Auf Deserta Grande, der größten der Inseln, befindet sich eine kleine biologische Forschungsstation. In ihrer Nähe wurde ein kurzer Lehrpfad mit Schautafeln eingerichtet. Von Madeira aus werden regelmäßig Ausflüge angeboten, in deren Rahmen der Lehrpfad besucht werden kann.

## Fauna und Flora
Seit 1990 stehen die Ilhas Desertas unter Naturschutz und wurden 1995 zum Naturreservat erklärt, 2014 wurden sie vom Europarat mit dem Europadiplom ausgezeichnet. Über die geführten Tagesausflüge hinaus benötigen Besucher zum Betreten der Inseln eine besondere Genehmigung, die allerdings nur Forschern erteilt wird. Die Zugangsbeschränkung dient allein dem Schutz der etwa 25 hier lebenden Mittelmeer-Mönchsrobben (Monachus monachus). Weltweit gibt es von ihnen nur noch rund 350 Exemplare.
Die auf Bugio brütenden Kapverdensturmvögel werden manchmal als endemische Art Pterodroma deserta abgetrennt und sind nach der IUCN Red List gefährdet. Daneben gibt es auf den Desertas den Kanarengirlitz (Serinus canaria), die Wildform des Kanarienvogels, und den nur auf wenigen atlantischen Inseln heimischen Kanarenpieper (Anthus berthelothi berthelothi).
Nur auf Deserta Grande lebt die sehr seltene Deserta-Tarantel (Hogna ingens), eine Wolfsspinne (Lycosidae) mit bis zu vier Zentimeter Körperlänge. Sie kommt vorwiegend in Höhlen und Klüften der Vulkaninsel vor. Auf den Inseln kommen auch vier endemische Schneckenarten vor, Discula lyelliana, Atlantica calathoides, Geomitra coronula und Geomitra grabhami, die alle als vom Aussterben bedroht gelten.
Der Kreuzblütler Sinapidendron sempervivifolium findet sich nur auf den Ilhas Desertas, weitere 34 höhere Pflanzenarten der Ilhas Desertas sind als endemisch für die Inselgruppe Madeira nachgewiesen.